# Seqüència principal

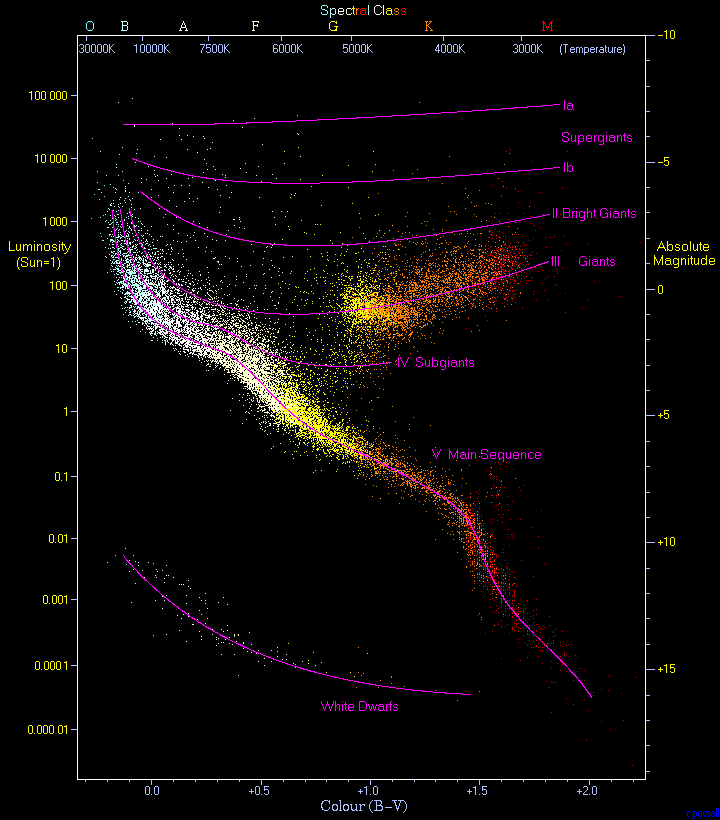
Un diagrama de Hertzsprung-Russell representa la lluminositat (o magnitud absoluta) d'un estel en relació amb el seu índex de color (presentat com a B-V). La seqüència principal és la banda gruixuda que baixa en diagonal des de l'extrem superior esquerre fins a l'extrem inferior dret. Aquest diagrama mostra 22.000 estels del Catàleg Hipparcos i 1.000 estels de baixa lluminositat (nans rojos i blancs) del Catàleg Gliese d'Estels Pròxims.

En astronomia, la seqüència principal és una classificació dels estels que formen una banda contínua i distinta en diagrames que presenten el color dels estels en relació amb la seva brillantor. Els estels que integren aquesta banda són estels de la seqüència principal o estels nans. Es creu que les posicions de les estrelles dins i fora de la banda indiquen les seves propietats físiques, així com el seu progrés a través de diversos tipus de cicles vitals d'estrelles. Aquestes són les estrelles reals més nombroses de l'univers i inclouen el Sol. Els diagrames de magnitud de color es coneixen com a diagrames Hertzsprung–Russell, en honor al nom d'Ejnar Hertzsprung i Henry Norris Russell.
Després de la condensació i l'encesa d'una estrella, es genera energia tèrmica a la seva densa regió central mitjançant la fusió nuclear d'hidrogen en heli. Durant aquesta etapa de la vida de l'estrella, es localitza la seqüència principal en una posició determinada principalment per la seva massa però també per la seva composició química i l'edat. Els nuclis de les estrelles de seqüència principal es troben en equilibri hidroestàtic, on la pressió tèrmica cap a l'exterior del nucli calent s'equilibra amb la pressió cap a l'interior del col·lapse gravitatori de les capes superiors. La forta dependència de la taxa de generació d'energia de la temperatura i la pressió ajuda a mantenir aquest equilibri. L'energia generada al nucli arriba a la superfície i s'irradia cap a la fotosfera. L'energia es transporta per radiació o convecció, i aquesta última es produeix en regions amb gradients de temperatura més pronunciats, una opacitat més alta o ambdues coses.
La seqüència principal de vegades es divideix en parts superior i inferior, en funció del procés dominant que utilitza una estrella per generar energia. El Sol, juntament amb les estrelles de la seqüència principal per sota d'unes 1,5 vegades la massa del Sol ( 1.5 M☉ ), fusionen principalment àtoms d'hidrogen en una sèrie d'etapes per formar heli, una seqüència anomenada cadena protó-protó. Per sobre d'aquesta massa, a la seqüència principal superior, el procés de fusió nuclear utilitza principalment àtoms de carboni, nitrogen i oxigen com a intermediaris en el cicle CNO que produeix heli a partir d'àtoms d'hidrogen. Les estrelles de seqüència principal amb més de dues masses solars experimenten convecció a les seves regions centrals, que actua per agitar l'heli de nova creació i mantenir la proporció de combustible necessària perquè es produeixi la fusió. Per sota d'aquesta massa, les estrelles tenen nuclis totalment radiatius amb zones convectives prop de la superfície. Amb la disminució de la massa estel·lar, la proporció de l'estrella que forma un embolcall convectiu augmenta constantment. Les estrelles de la seqüència principal per sota de 0.4 M☉ pateixen convecció en tota la seva massa. Quan no es produeix la convecció del nucli, es desenvolupa un nucli ric en heli envoltat d'una capa exterior d'hidrogen.
Com més massiva és una estrella, més curta és la seva vida útil a la seqüència principal. Després de consumir el combustible d'hidrogen del nucli, l'estrella evoluciona lluny de la seqüència principal del diagrama HR, cap a una supergegant, gegant vermella, o directament a una nana blanca .

## Observació
Aquesta corba és tan pronunciada perquè tant el tipus espectral com la lluminositat depenen únicament de la massa d'una estrella mentre aquesta fusioni hidrogen —i això és el que fan gairebé tots els estels durant la seva vida activa. La seqüència principal no segueix una corba completament homogènia; això és conseqüència principalment de les incerteses observacionals que afecten sobretot la distància a què es troba l'estel en qüestió, així com els estels binaris.
Tanmateix, fins i tot una observació perfecta produiria una seqüència principal borrosa, ja que la massa no és l'únic paràmetre d'un estel. La seva composició química i estat evolutiu també canvien lleugerament la posició d'un estel en la seqüència principal. També ho fan els companys propers, la rotació o els camps magnètics, entre d'altres. De fet, hi ha estels molt pobres en metall (subnans) que es troben just a sota de la seqüència principal, malgrat que fusionen hidrogen, i marquen el límit inferior del marge d'incertesa de la seqüència principal a causa de la composició química.
Els astrònoms es refereixen ocasionalment a la «seqüència principal d'edat zero» (zero age main sequence - ZAMS). Es tracta d'una línia calculada amb models virtuals del punt en què es trobarà un estel quan comenci la fusió d'hidrogen; la seva lluminositat i temperatura de superfície solen augmentar amb l'edat a partir d'aquest punt. Els estels solen entrar a la seqüència principal, i sortir-ne, quan neixen o quan comencen a apagar-se, respectivament.
El Sol és un estel de seqüència principal —ho ha estat durant uns 4.500 milions d'anys i ho serà durant uns altres 4.500 milions d'anys. El seu tipus espectral és G2 V. Una vegada s'exhaureixi el subministrament d'hidrogen del nucli, s'expandirà i es convertirà en un gegant vermell.
La longevitat en seqüència principal d'un estel es pot estimar a partir de la seva massa amb relació a la del Sol d'aquesta manera:
{\displaystyle \tau _{ms}\sim 10^{10}\cdot \left[{\frac {M_{\bigodot }}{M}}\right]^{2.5}{\mbox{ anys}}}
en què {\displaystyle M_{\bigodot }} és la massa del Sol, {\displaystyle M} és la massa de l'estel i {\displaystyle \tau _{ms}} és l'estimació de la seva longevitat en seqüència principal. Els estels més lleugers, amb menys del 10% de la massa solar, poden durar més d'un bilió d'anys. Tanmateix, aquesta estimació no es correspon gairebé amb la longevitat dels estels més pesants, que duren almenys uns quants milions d'anys.

## Història
A principis del segle xx, l'evolució tecnològica va facilitar obtenir més informació sobre els tipus i les distàncies de les estrelles. Es va demostrar que els espectres de les estrelles tenien trets distintius, cosa que els va permetre categoritzar. Annie Jump Cannon i Edward Charles Pickering a l'Observatori de la Universitat Harvard van desenvolupar un mètode de categorització que es va conèixer com l'Esquema de classificació de Harvard, publicat als Annals de Harvard el 1901.
A Potsdam el 1906, l'astrònom danès Ejnar Hertzsprung es va adonar que les estrelles més vermelles, classificades com a K i M en l'esquema de Harvard, es podrien dividir en dos grups diferents. Aquestes estrelles són molt més brillants que el Sol o molt més febles. Per distingir aquests dos grups, els va anomenar estrelles "gegants" i "nanes". L'any següent va començar a estudiar els cúmuls estel·lars; grans agrupacions d'estrelles que es troben aproximadament a la mateixa distància. Per a aquestes estrelles, va publicar les primeres trames de color versus lluminositat. Aquestes trames mostraven una seqüència prominent i contínua d'estrelles, que va anomenar Seqüència principal.
A la Universitat de Princeton, Henry Norris Russell estava seguint un curs similar d'investigació. Estava estudiant la relació entre la classificació espectral de les estrelles i la seva brillantor real corregida per la distància: la seva magnitud absoluta. Amb aquest propòsit, va utilitzar un conjunt d'estrelles que tenien paral·laxis fiables i moltes de les quals havien estat categoritzades a Harvard. Quan va representar els tipus espectrals d'aquestes estrelles contra la seva magnitud absoluta, va trobar que les estrelles nanes seguien una relació diferent. Això va permetre predir la brillantor real d'una estrella nana amb una precisió raonable.
De les estrelles vermelles observades per Hertzsprung, les estrelles nanes també van seguir la relació espectre-luminositat descoberta per Russell. Tanmateix, les estrelles gegants són molt més brillants que les nanes i, per tant, no segueixen la mateixa relació. Russell va proposar que "les estrelles gegants han de tenir una densitat baixa o una gran brillantor superficial, i el contrari passa amb les estrelles nanes". La mateixa corba també mostrava que hi havia molt poques estrelles blanques tènues.
El 1933, Bengt Strömgren va introduir el terme diagrama de Hertzsprung–Russell per denotar un diagrama de classes lluminositat-espectral. Aquest nom reflectia el desenvolupament paral·lel d'aquesta tècnica tant per Hertzsprung com per Russell a principis de segle.
A mesura que es van desenvolupar models evolutius d'estrelles durant la dècada de 1930, es va demostrar que, per a estrelles amb la mateixa composició, la massa de l'estrella determina la seva lluminositat i radi. Per contra, quan es coneix la composició química d'una estrella i la seva posició en la seqüència principal, es poden deduir la massa i el radi de l'estrella. Això es va conèixer com el teorema de Vogt-Russell; porta el nom de Heinrich Vogt i Henry Norris Russell. Posteriorment es va descobrir que aquesta relació es trenca una mica per a les estrelles de composició no uniforme.
Aquest esquema va ser ajustat per a la classificació estel·lar que van publicar el 1943 William Wilson Morgan i Philip Childs Keenan. La classificació MK va assignar a cada estrella un tipus espectral, basat en la classificació de Harvard, i una classe de lluminositat. La classificació de Harvard s'havia desenvolupat assignant una lletra diferent a cada estrella en funció de la força de la línia espectral d'hidrogen abans que es conegués la relació entre espectres i temperatura. Quan es van ordenar per temperatura i quan es van eliminar les classes duplicades, els tipus espectrals d'estrelles van seguir, en ordre decreixent de temperatura els colors que van del blau al vermell, el que fa definir la seqüència O, B, A, F, G, K i M relativa a la lluminositat. Les estrelles de classe de lluminositat V pertanyien a la seqüència principal.
L'abril de 2018, els astrònoms van informar de la detecció de l'estrella "ordinària" (és a dir, la seqüència principal) més llunyana, anomenada Ícar (formalment, MACS J1149 Lensed Star 1), a 9.000 milions d'anys llum de distància de la Terra.

## Dades de la seqüència principal
La taula següent mostra els paràmetres típics dels estels de seqüència principal. Els valors de lluminositat (L), radi (R) i massa (M) són en relació al Sol. Hi ha un marge d'incertesa del 20-30%. La coloració de la columna de classe estel·lar dona una representació aproximada del color de l'estel.
| Classe estel·lar | Radi | Massa | Lluminositat | Temperatura |
| ---------------- | ---- | ----- | ------------ | ----------- |
| Classe estel·lar | R/R☉ | M/M☉  | L/L☉         | K           |
| O2               | 16   | 158   | 2.000.000    | 54.000      |
| O5               | 14   | 58    | 800.000      | 46.000      |
| B0               | 5,7  | 16    | 16.000       | 29.000      |
| B5               | 3,7  | 5,4   | 750          | 15.200      |
| A0               | 2,3  | 2,6   | 63           | 9.600       |
| A5               | 1,8  | 1,9   | 24           | 8.700       |
| F0               | 1,5  | 1,6   | 9,0          | 7.200       |
| F5               | 1,2  | 1,35  | 4,0          | 6.400       |
| G0               | 1,05 | 1,08  | 1,45         | 6.000       |
| G2               | 1,0  | 1,0   | 1,0          | 5.700       |
| G5               | 0,98 | 0,95  | 0,70         | 5.500       |
| K0               | 0,89 | 0,83  | 0,36         | 5.150       |
| K5               | 0,75 | 0,62  | 0,18         | 4.450       |
| M0               | 0,64 | 0,47  | 0,075        | 3.850       |
| M5               | 0,36 | 0,25  | 0,013        | 3.200       |
| M8               | 0,15 | 0,10  | 0,0008       | 2.500       |
| M9.5             | 0,10 | 0,08  | 0,0001       | 1.900       |